# The Greatest Showman (nhạc phim)
The Greatest Showman: Original Motion Picture Soundtrack là album nhạc phim của phim điện ảnh Bậc thầy của những ước mơ. Nó được phát hành đầy đủ vào ngày 8 tháng 12 năm 2017 bởi Atlantic Records. Lần phát hành đặt hàng trước đầu tiên là vào ngày 26 tháng 10 năm 2017, với hai đĩa đơn quảng bá: "The Greatest Show" và "This Is Me". Lần thứ ba, "Rewrite the Stars" được phát hành tiếp theo vào ngày 17 tháng 11 năm 2017. "This Is Me" được phát hành vào ngày 8 tháng 12 năm 2017, dưới dạng đĩa đơn chính thức của album. Tại Úc, "Rewrite the Stars" đã được gửi đến các đài phát thanh vào ngày 20 tháng 7 năm 2018.
Được sản xuất bởi Greg Wells, Justin Paul và Stew Pasek, album đã đạt được thành công toàn cầu sau khi phát hành bộ phim, đứng đầu các bảng xếp hạng ở một số quốc gia bao gồm Hoa Kỳ, Úc, Vương quốc Anh và Nhật Bản. Album cũng đạt vị trí số một trên iTunes tại hơn 77 quốc gia. Tại Vương quốc Anh, album thành công về mặt thương mại và trở thành album bán chạy nhất năm 2018. Nó trở thành album thứ hai trong 30 năm trải qua 11 tuần liên tiếp ở vị trí số 1 và trong tuần thứ 20 trên UK Albums Chart, nó đã trở thành nhạc phim có số tuần dài nhất ở vị trí số 1 trong 50 năm. Với doanh số hơn 1,6 triệu, đây là album bán chạy nhất năm 2018 tại Vương quốc Anh. Đây cũng là album bán chạy nhất năm 2018 tại Hoa Kỳ, với 1.491.000 lượng sale thuần, nhưng đứng thứ ba với 2.499.000 đơn vị tương đương album.
Đĩa đơn của album "This Is Me" đã đoạt giải bài hát trong phim hay nhất tại Lễ trao giải Quả cầu vàng lần thứ 75 và được đề cử cho Bài hát hay nhất tại Giải Lựa chọn của giới phê bình và Bài hát gốc hay nhất tại Giải Oscar lần thứ 90. Album nhận được đánh giá tích cực và đã bán được hơn 7,3 triệu bản trên toàn thế giới. Album này cũng đã giành giải Grammy cho hạng mục "Tác phẩm âm nhạc biên soạn xuất sắc nhất cho phim ảnh" tại lễ trao giải Grammy thường niên lần thứ 61.

## Giải thưởng
| Giải thưởng                  | Thời gian                | Hạng mục                                     | Đề cử                                                         | Kết quả   | Nguồn         |
| ---------------------------- | ------------------------ | -------------------------------------------- | ------------------------------------------------------------- | --------- | ------------- |
| Golden Globe Awards          | ngày 7 tháng 1 năm 2018  | Best Original Song – Motion Picture          | "This Is Me" – Benj Pasek và Justin Paul                      | Đoạt giải | [ 14 ]        |
| Critics' Choice Movie Awards | ngày 11 tháng 1 năm 2018 | Best Song                                    | "This Is Me" – Benj Pasek và Justin Paul                      | Đề cử     | [ 15 ]        |
| Classic Brit Awards          | ngày 14 tháng 6 năm 2018 | Best Soundtrack                              | The Greatest Showman – Benj Pasek and Justin Paul             | Đoạt giải | [ 18 ]        |
| Academy Awards               | ngày 4 tháng 3 năm 2018  | Best Original Song                           | "This Is Me" – Benj Pasek và Justin Paul                      | Đề cử     | [ 16 ] [ 19 ] |
| Teen Choice Awards           | ngày 12 tháng 8 năm 2018 | Choice Music – Collaboration                 | "Rewrite the Stars" – Zac Efron và Zendaya                    | Đoạt giải | [ 20 ]        |
| Teen Choice Awards           | ngày 12 tháng 8 năm 2018 | Choice Pop Song                              | "This Is Me" – Keala Settle and The Greatest Showman Ensemble | Đề cử     | [ 20 ]        |
| American Music Awards        | ngày 9 tháng 10 năm 2018 | Favorite Soundtrack                          | The Greatest Showman                                          | Đề cử     | [ 21 ]        |
| Grammy Awards                | ngày 10 tháng 2 năm 2019 | Best Compilation Soundtrack for Visual Media | The Greatest Showman                                          | Đoạt giải | [ 22 ]        |
| Grammy Awards                | ngày 10 tháng 2 năm 2019 | Best Song Written for Visual Media           | "This Is Me" – Benj Pasek và Justin Paul                      | Đề cử     | [ 22 ]        |

## Danh sách bài hát
Tất cả các ca khúc được viết bởi Benj Pasek và Justin Paul; track 1 co-written by Ryan Lewis.
| STT              | Nhan đề                                                                            | Producer(s)                                                    | Thời lượng |
| ---------------- | ---------------------------------------------------------------------------------- | -------------------------------------------------------------- | ---------- |
| 1.               | "The Greatest Show" (performed by Hugh Jackman, Keala Settle, Zac Efron, Zendaya)  | Greg Wells Jake Sinclair Ryan Lewis Justin Paul Alex Lacamoire | 5:02       |
| 2.               | "A Million Dreams" (performed by Ziv Zaifman, Jackman, Michelle Williams)          | Joseph Trapanese Paul Lacamoire                                | 4:29       |
| 3.               | "A Million Dreams (Reprise)" (performed by Austyn Johnson, Cameron Seely, Jackman) | Trapanese Paul Lacamoire                                       | 1:00       |
| 4.               | "Come Alive" (performed by Jackman, Settle, Daniel Everidge, Zendaya)              | Wells Ricky Reed Paul Lacamoire                                | 3:45       |
| 5.               | "The Other Side" (performed by Jackman and Efron)                                  | Wells Sinclair Paul Lacamoire                                  | 3:34       |
| 6.               | "Never Enough" (performed by Loren Allred)                                         | Trapanese Paul Lacamoire                                       | 3:27       |
| 7.               | "This Is Me" (performed by Settle)                                                 | Wells Adam Gubman Paul Lacamoire                               | 3:54       |
| 8.               | "Rewrite the Stars" (performed by Efron and Zendaya)                               | Wells Trapanese Paul Lacamoire Chris Leon [ a ]                | 3:37       |
| 9.               | "Tightrope" (performed by Williams)                                                | Trapanese Paul Lacamoire                                       | 3:54       |
| 10.              | "Never Enough (Reprise)" (performed by Allred)                                     | Trapanese Paul Lacamoire                                       | 1:20       |
| 11.              | "From Now On" (performed by Jackman)                                               | Wells Paul Lacamoire                                           | 5:49       |
| Tổng thời lượng: | Tổng thời lượng:                                                                   | Tổng thời lượng:                                               | 39:51      |

Chú thích
1. ↑  additional producer

## Xếp hạng
| Chart (2017–2020)                        | Peak position |
| ---------------------------------------- | ------------- |
| Album Úc (ARIA)                          | 1             |
| Album Áo (Ö3 Austria)                    | 3             |
| Album Bỉ (Ultratop Vlaanderen)           | 4             |
| Album Bỉ (Ultratop Wallonie)             | 34            |
| Album Canada (Billboard)                 | 3             |
| Album Cộng hòa Séc (ČNS IFPI)            | 16            |
| Album Đan Mạch (Hitlisten)               | 8             |
| Album Hà Lan (Album Top 100)             | 5             |
| Album Phần Lan (Suomen virallinen lista) | 3             |
| Album Pháp (SNEP)                        | 11            |
| Album Đức (Offizielle Top 100)           | 5             |
| Album Hungaria (MAHASZ)                  | 18            |
| Album Ireland (IRMA)                     | 1             |
| Italian Compilation Albums (FIMI)        | 1             |
| Japan Hot Albums (Billboard)             | 1             |
| Album Nhật Bản (Oricon)                  | 1             |
| Japanese International Albums (Oricon)   | 1             |
| Mexican Albums (AMPROFON)                | 6             |
| New Zealand Albums (RMNZ)                | 1             |
| Album Na Uy (VG-lista)                   | 2             |
| Album Scotland (OCC)                     | 1             |
| Album Hàn Quốc (Circle)                  | 17            |
| Album Hàn Quốc Quốc tế (Circle)          | 2             |
| Spanish Albums (PROMUSICAE)              | 8             |
| Swedish Compilation (Sverigetopplistan)  | 1             |
| Album Thụy Sĩ (Schweizer Hitparade)      | 4             |
| Album Anh Quốc (OCC)                     | 1             |
| Album Anh Quốc Soundtrack (OCC)          | 1             |
| US Billboard 200                         | 1             |
| Album Hoa Kỳ Soundtrack (Billboard)      | 1             |

| Chart (2018)                             | Position |
| ---------------------------------------- | -------- |
| Australian Albums (ARIA)                 | 1        |
| Austrian Albums (Ö3 Austria)             | 16       |
| Belgian Albums (Ultratop Flanders)       | 9        |
| Belgian Albums (Ultratop Wallonia)       | 116      |
| Canadian Albums (Billboard)              | 17       |
| Danish Albums (Hitlisten)                | 54       |
| French Albums (SNEP)                     | 143      |
| German Albums (Offizielle Top 100)       | 24       |
| Irish Albums (IRMA)                      | 1        |
| Japanese Albums (Oricon)                 | 15       |
| Mexican Albums (AMPROFON)                | 32       |
| New Zealand Albums (RMNZ)                | 2        |
| South Korean International Albums (Gaon) | 7        |
| Swiss Albums (Schweizer Hitparade)       | 48       |
| UK Albums (OCC)                          | 1        |
| US Billboard 200                         | 4        |
| US Soundtrack Albums (Billboard)         | 1        |

| Chart (2019)                       | Position |
| ---------------------------------- | -------- |
| Australian Albums (ARIA)           | 10       |
| Austrian Albums (Ö3 Austria)       | 48       |
| Belgian Albums (Ultratop Flanders) | 16       |
| Belgian Albums (Ultratop Wallonia) | 121      |
| Canadian Albums (Billboard)        | 32       |
| Dutch Albums (Album Top 100)       | 29       |
| French Albums (SNEP)               | 197      |
| German Albums (Offizielle Top 100) | 96       |
| Irish Albums (IRMA)                | 2        |
| New Zealand Albums (RMNZ)          | 23       |
| UK Albums (OCC)                    | 3        |
| US Billboard 200                   | 14       |

| Chart (2010–2019)        | Position |
| ------------------------ | -------- |
| Australian Albums (ARIA) | 21       |
| UK Albums (OCC)          | 10       |
| US Billboard 200         | 13       |

## Chứng nhận
| Quốc gia | Chứng nhận  | Số đơn vị/doanh số chứng nhận |
| --- | ----------- | ----------------------------- |
| Úc (ARIA) | 3× Platinum | 210.000‡                      |
| Áo (IFPI Áo) | Gold        | 7.500‡                        |
| Bỉ (BEA) | Gold        | 0‡                            |
| Canada (Music Canada) | Platinum    | 80.000‡                       |
| Đan Mạch (IFPI Đan Mạch) | Platinum    | 20.000‡                       |
| Pháp (SNEP) | Gold        | 50.000‡                       |
| Đức (BVMI) | Gold        | 100.000‡                      |
| Ireland (IRMA) | None        | 64,400                        |
| Ý (FIMI) | Gold        | 25.000‡                       |
| Nhật Bản (RIAJ) | Platinum    | 250.000^                      |
| New Zealand (RMNZ) | 2× Platinum | 30.000‡                       |
| South Korea (Gaon Chart) | —           | 4,726                         |
| Anh Quốc (BPI) | 7× Platinum | 2,001,226                     |
| Hoa Kỳ (RIAA) | 3× Platinum | 1,682,000                     |
| * Chứng nhận dựa theo doanh số tiêu thụ. ^ Chứng nhận dựa theo doanh số nhập hàng. ‡ Chứng nhận dựa theo doanh số tiêu thụ và phát trực tuyến. |             |                               |

## The Greatest Showman: Reimagined
The Greatest Showman: Reimagined là bản thu âm lại nhạc phim, bao gồm các phiên bản mới của các bài hát gốc được thể hiện lại bởi Pink, Kesha, Kelly Clarkson, v.v. Album được phát hành vào ngày 16 tháng 11 năm 2018.